# Toyokawa Tetsudō
Die Toyokawa Tetsudō (jap. 豊川鉄道) war eine private Bahngesellschaft in Japan. Nach ihrer Gründung im Jahr 1896 baute und betrieb sie den südlichsten Abschnitt der späteren Iida-Linie in der Präfektur Aichi. Dieser war 27,9 km lang und führte von Toyohashi nach Ōmi. Nachdem die Bahngesellschaft 1938 durch die Meitetsu übernommen worden war, folgten 1943 die Verstaatlichung der Bahnanlagen und 1944 die endgültige Auflösung des Unternehmens.

## Geschichte
1893 plante eine Gruppe lokaler Geschäftsleute den Bau einer rund 6,5 km langen Bahnstrecke mit einer Spurweite von 762 mm. Sie sollte im Bahnhof Toyohashi beginnen und Pilger zum Toyokawa Inari bringen, einem bedeutenden Tempel der buddhistischen Sōtō-shū-Schule in Toyokawa. Diesem Vorhaben erwuchs jedoch Konkurrenz durch ein anderes Konsortium, das eine 8 km lange Strecke von Toyokawa nach Shinshiro plante; aufgrund der breiteren Kapspurweite wären sie nicht miteinander kompatibel gewesen. Nach längeren Verhandlungen schlossen sich beide Konsortien zusammen und planten nun eine kapspurige Strecke von Toyohashi über Toyokawa nach Ōmi mit einer Gesamtlänge von 27,9 km. Eine Woche nach der Genehmigung des Konzessionsgesuchs erfolgte am 1. Februar 1896 die Gründung Bahngesellschaft Toyokawa Tetsudō.
Die Eröffnung des ersten Abschnitts von Toyohashi nach Toyokawa erfolgte am 15. Juli 1897. Sieben Tage später kam das Teilstück nach Mikawa-Ichinomiya hinzu. Die Strecke erreichte Shinshiro am 25. April 1898 und schließlich die Endstation Ōmi am 23. September 1900. Die Baukosten betrugen mehr als Doppelte des Aktienkapitals von 500.000 Yen. Aus diesem Grund musste sich das Unternehmen massiv verschulden und hatte Verbindlichkeiten in der Höhe von einer Million Yen. Im Mai 1901 wollte es Anleihen in der Höhe von 300.000 Yen herausgeben; trotz eines Zinssatzes von 12 % waren keine Investoren interessiert. Einen Monat später trat der gesamte Aufsichtsrat zurück und wurde durch Vertreter der Schuldnerbanken ersetzt. Diesen gelang es, die Finanzen allmählich ins Lot zu bringen. Bis 1918 stieg die Dividende auf den Höchststand von 20 %.

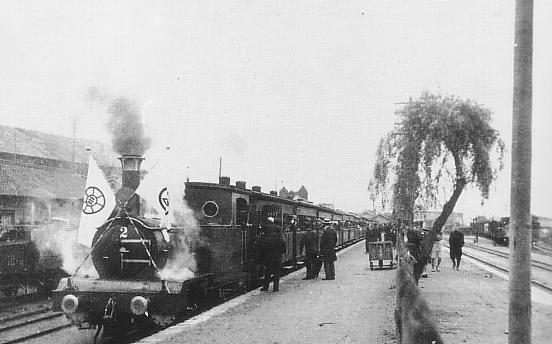
Zug mit Dampflok der JNR-Klasse 1100 (1897)

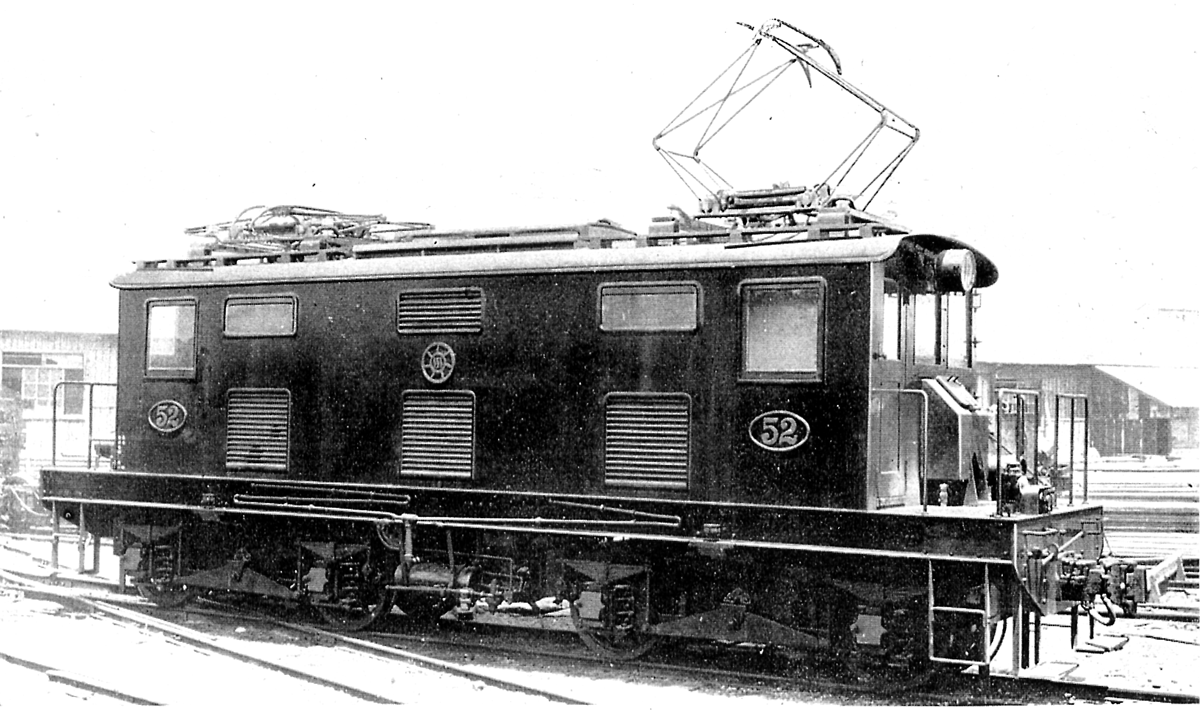
Elektrolok der Baureihe DEKI 52 (ca. 1929)

In den 1920er Jahren verfolgte das Unternehmen eine Expansionsstrategie. Eine Tochtergesellschaft namens Hōraiji Tetsudō verlängerte die Strecke am 1. Februar 1923 von Ōmi über Hon-Nagashino nach Mikawa-Kawai. Die Toyokawa Tetsudō übernahm die Betriebsführung auf diesem Abschnitt und elektrifizierte am 28. Juli 1925 die Gesamtstrecke. Sie förderte den Tourismus, indem sie an landschaftlich besonders reizvollen Stellen Aussichtsplattformen errichtete und beim Bahnhof Yuya-Onsen ein Hotel mit Onsen eröffnete. Der Abschnitt zwischen Toyohashi und dem Abzweig Kozakai wurde auf zwei Gleise ausgebaut, sodass dort ab 1. April 1926 auch Züge der Aichi Denki Tetsudō (Vorgängerin der heutigen Meitetsu) von Toyohashi nach Nagoya verkehren konnten. Das zweite Gleis reichte am darauf folgenden Tag bis nach Toyokawa. Außerdem war die Toyokawa Tetsudō ab 1927 an der Taguchi Tetsudō und der Sanshin Tetsudō beteiligt.
Infolge der Weltwirtschaftskrise sanken die Einnahmen und die Zahl der Fahrgäste ab 1930 deutlich. Die Verluste konnten zum Teil durch einen Vergnügungspark wettgemacht werden, der 1931 beim Bahnhof Nagayama eröffnet worden war. Auseinandersetzungen mit den Gewerkschaften hatten lang andauernde Streiks zur Folge, wodurch die Toyokawa Tetsudō erneut in finanzielle Schieflage geriet. Auch zwischen den Aktionären und der Geschäftsführung kam es wiederholt zu Konflikten, die in häufigen Wechseln ihren Ausdruck fanden. Der Hauptaktionär Tokio Marine hatte schließlich genug und verkaufte seine Anteile am 5. Dezember 1938 an die Meitetsu Group, die Holdinggesellschaft der Meitetsu. Dadurch verlor die Toyokawa Tetsudō ihre Eigenständigkeit.
Zwar war die später so bezeichnete Iida-Linie 1937 durchgehend zwischen Toyohashi und Tatsuno fertiggestellt, doch war sie in vier Abschnitte unterteilt, die von je einer Bahngesellschaft betrieben wurden. Es handelte sich um dabei um die Toyokawa Tetsudō, die Hōraiji Tetsudō, die Sanshin Tetsudō und die Ina Denki Tetsudō. Während des Pazifikkriegs verfolgte die Regierung die Absicht, mehrere strategisch wichtige Privatbahnen, die nach der ersten Verstaatlichungswelle von 1906/07 gegründet worden waren, unter ihre Kontrolle bringen. Zwischenzeitlich ging am 12. Mai 1942 eine 2,4 km lange Zweigstrecke in Betrieb, die vom Bahnhof Toyokawa aus ein bedeutendes Arsenal der Kaiserlich Japanischen Marine erschloss (heute steht dort ein Werk des Schienenfahrzeugherstellers Nippon Sharyō). Nachdem der Reichstag das Verstaatlichungsgesetz wie gewünscht verabschiedet hatte, übernahm das Eisenbahnministerium am 1. August 1943 die Bahnanlagen aller vier Unternehmen und verschmolz diese zur Iida-Linie. Die übrigen Unternehmensbereiche der Toyokawa Tetsudō wurden am 1. März 1944 in die Meitetsu Group integriert.